# Hold-up à Londres
Pour les articles homonymes, voir The League of Gentlemen.
Pour plus de détails, voir Fiche technique et Distribution.
Hold-up à Londres (titre alternatif : Colonel Hyde contre Scotland Yard) (titre original : The League of Gentlemen) est un film britannique réalisé par Basil Dearden, sorti en 1960.

## Synopsis
Une bouche d'égout s'ouvre la nuit dans une rue vide d'où en sort le lieutenant-colonel Norman Hyde en costume de soirée, qui monte dans une Rolls-Royce et rentre chez lui. Là, il prépare sept enveloppes, chacune contenant un livre de poche américain intitulé La Toison d'or, la moitié de dix billets de 5 livres sterling et une invitation non signée de Co-operative Removals Limited à déjeuner au Café Royal. Les enveloppes sont envoyées à d'anciens officiers de l'armée, qui se trouvent tous dans une situation désespérée ou humiliante. Lorsqu'ils se présentent tous à la recherche de l'autre moitié des billets de 5 £ qui leur ont été distribués, Hyde leur demande leur avis sur le roman qui traite d'un vol. Ils montrent peu d'enthousiasme, mais Hyde révèle alors les délits de chacun. Hyde n'a pas de casier judiciaire mais garde rancune d'avoir été licencié par l'armée après une longue carrière. Il a l'intention de braquer une banque en utilisant les compétences de l'équipe, avec des parts égales de 100 000 £ ou plus pour chaque homme.
La bande se réunit sous l'apparence d'une société de théâtre amateur qui répète Journey's End pour discuter du plan avant de s'installer dans la maison de Hyde et de suivre un régime militaire de devoirs et d'amendes en cas d'écart de conduite. Hyde sait qu'un million de livres en billets usagés est régulièrement livré à une banque de la City de Londres et possède les détails de la livraison. Ils font une descente dans un camp d'entraînement de l'armée dans le Dorset pour récupérer des armes et du matériel. Hyde, Mycroft, Porthill et Race distraient les soldats en se faisant passer pour des officiers supérieurs lors d'une inspection alimentaire non programmée. Les autres volent des armes en se faisant passer pour des réparateurs de téléphone, parlant avec un accent irlandais pour détourner les soupçons vers l'IRA. Hyde a expliqué le raisonnement derrière cette ruse en déclarant que la seule nationalité à laquelle les Britanniques n'accorderont jamais le bénéfice du doute est celle des Irlandais.
Le gang loue un entrepôt pour se préparer. Race vole des véhicules, dont des voitures et un camion, qui sont munis de fausses plaques d'immatriculation. Ils sont dérangés par un policier de passage qui leur propose de surveiller leurs locaux lors de ses patrouilles. Dans la cave de Hyde, le gang s'entraîne avec des cartes et des maquettes. La veille de l'opération, Hyde détruit les plans et se souvient de son ancienne gloire militaire. Le braquage est sans effusion de sang et précis. À l'aide de bombes fumigènes, de mitraillettes Sterling et de matériel de brouillage radio, le gang attaque la banque, près de St Paul. L'argent est saisi sans blessure grave et les voleurs s'échappent. Chez Hyde, les festivités sont interrompues par l'arrivée inattendue d'un vieil ami de Hyde, le brigadier "Bunny" Warren (Robert Coote), qui se souvient avec ivresse du bon vieux temps. Un à un, les membres partent en emportant des valises remplies de notes. Puis le téléphone sonne ; Hyde est informé que la police et les soldats encerclent la maison.
À la tête de la police se trouve le commissaire Wheatlock (Ronald Leigh-Hunt), qui révèle à Hyde la faille de son plan. Un petit garçon à l'extérieur de la banque avait collecté les numéros d'immatriculation des voitures, un passe-temps courant à l'époque. La police, découvrant le numéro, constate qu'il avait été noté par le policier qui a visité l'entrepôt. Le policier avait également noté le numéro de la propre voiture de Hyde. Un lien a donc été établi entre le vol et Hyde. Hyde est escorté jusqu'à un fourgon de police dans lequel se trouvent "tous les autres présents et corrects", chacun ayant été capturé au moment où il quittait la maison.

## Fiche technique
- Titre : Hold-up à Londres
- Titre original : The League of Gentlemen
- Réalisation : Basil Dearden
- Scénario : Bryan Forbes, d'après un roman de John Boland
- Chef opérateur : Arthur Ibbetson
- Musique : Philip Green
- Direction artistique : Peter Proud
- Décors : Joan Ellacott
- Production : Michael Relph
- Durée : 116 minutes
- Date de sortie : Royaume-Uni : 5 avril 1960

## Distribution
- Jack Hawkins : Colonel John George Norman Hyde
- Nigel Patrick : Major Peters Graham Race
- Roger Livesey : Capitaine Mycroft
- Richard Attenborough : Lieutenant Richard Lexy
- Bryan Forbes : Capitaine Martin Porthill
- Kieron Moore : Capitaine Stevens
- Terence Alexander : Major Rupert Ruthland-Smith
- Norman Bird : Capitaine Frank Weaver
- Robert Coote : Bunny Warren
- Melissa Stribling : Peggy
- Nanette Newman : Elizabeth
- Lydia Sherwood : Hilda
- Doris Hare : Molly Weaver
- David Lodge : C.S.M.
- Patrick Wymark : Wylie
- Gerald Harper : Capitaine Saunders
- Brian Murray : Grogan
- Nigel Green
- Oliver Reed
- Norman Rossington : (non crédité)